# Incisitermes emersoni
Incisitermes emersoni är en termitart som först beskrevs av Light 1933.  Incisitermes emersoni ingår i släktet Incisitermes och familjen Kalotermitidae. Inga underarter finns listade i Catalogue of Life.